# YWTV
Yokohama Walker TV(ヨコハマ・ウォーカー・ティーヴィー、略称：YWTV)は、1998年8月から2004年3月までテレビ神奈川(TVK、現tvk)で放送していた生放送の情報番組である。メインMCは山本シュウと小比類巻かほるが務めたが、小比類巻は途中で降板し、山本とリポーター陣の進行になった。

## 放送時間
1998年8月〜1998年9月
月曜20:00〜20:45
1998年10月〜1999年3月
月曜19:30〜20:45
1999年4月〜2004年3月
月曜19:50〜20:45
火曜15:00〜15:55（再放送、競輪中継等で休止が多かった）

## 概要
開始当初は半年間の期間限定での放送だったが、好評だったことから延長が決定。その名の通り、角川書店発行の情報誌『Yokohama Walker』との連動によるもので、横浜を始めとする神奈川県の情報はもちろんのこと、毎週1組のアーティストをゲストに呼んでのライブ・コーナー、アサヒビール提供による『Sportivo』(神奈川県を中心に活躍するスポーツ選手や、流行りのスポーツを紹介するコーナー)など盛り沢山の内容だった。
番組は2004年3月、5年8ヶ月の歴史に幕を閉じたが、Yokohama Walkerとの連動は『みんなが出るテレビ』(2004年5月〜2008年12月)でも継続して行われていた。またMCを務めた山本シュウは、同じ枠で2004年5月から約2年間『オンガクのDNA』のMCを担当した。
なおこの番組も「みんなが出るテレビ」同様、電通枠であり、CMはスポンサード、PTともに大手企業のもので埋まっていた。電通枠自体も「みんなが出るテレビ」に移行したことになる。角川とのタイアップとともに、独立U局の電通枠は異色であった。